# تیلنهمه
تیلنهمه (به آلمانی: Tielenhemme) یک شهر در آلمان است که در دیمارشن واقع شده‌است. تیلنهمه ۱۶۵ نفر جمعیت دارد.